# 그랜도쿄
그랜도쿄(일본어: グラントウキョウ)는 일본 도쿄에 위치한 마천루다.

## 같이 보기
- 일본의 마천루 목록
- 도쿄도의 마천루 목록